# Arrêt APREI
L'arrêt APREI est une décision juridictionnelle rendue par le Conseil d'État, le 22 février 2007. Cet arrêt redéfinit les critères d'identification des missions de service public confiées à des personnes privées.

## Faits et procédure

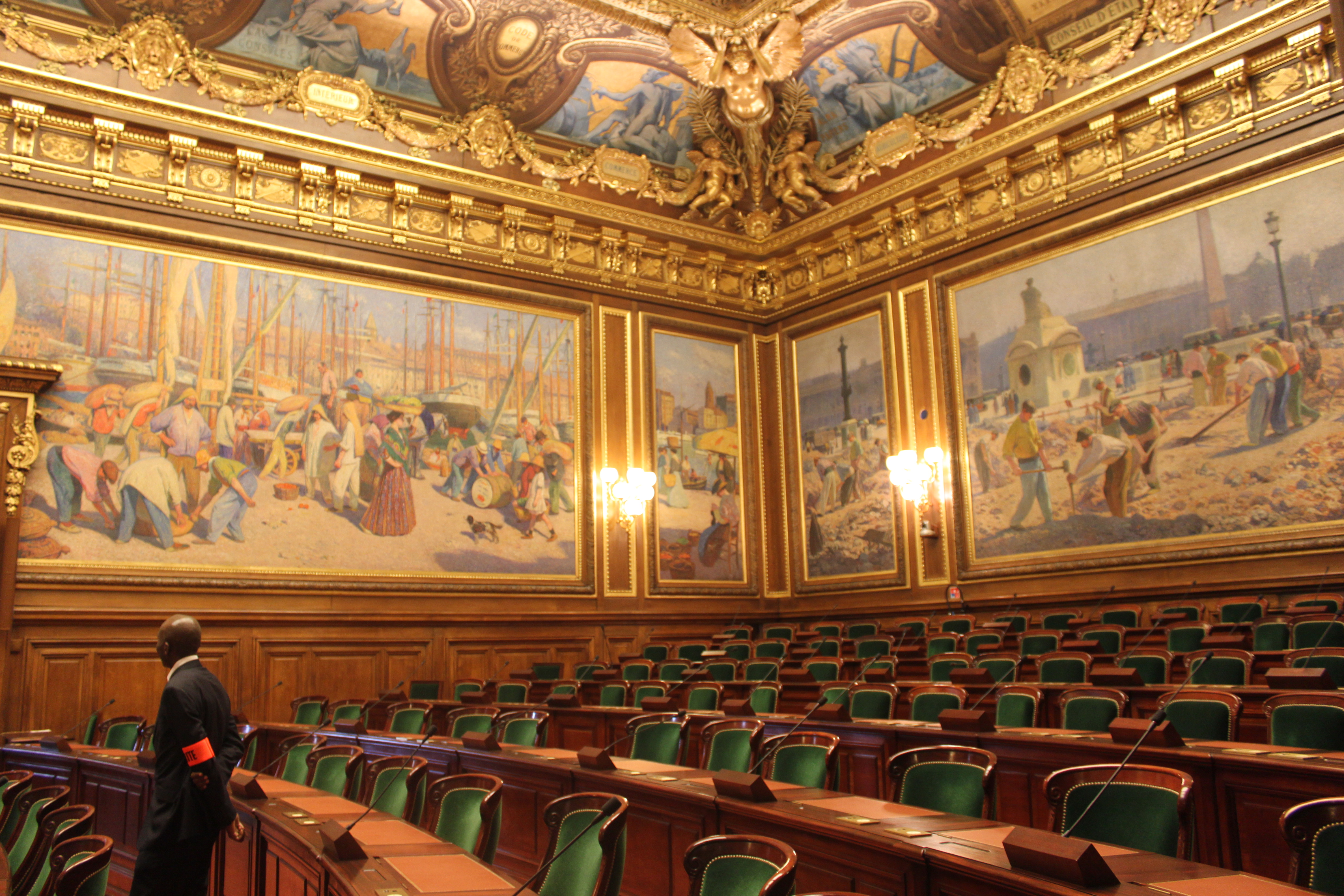
Salle d'assemblée générale du Conseil d’État.

L'Association du Personnel Relevant des Établissements pour Inadaptés, dite APREI, a demandé à l'Association familiale départementale d'aide aux infirmes mentaux de l'Aude (AFDAIM), de lui communiquer des documents relevant de son administration.
L'AFDAIM a refusé de communiquer ces documents. Aussi l'APREI a saisi le tribunal administratif de Montpellier qui a statué en sa faveur. L'AFDAIM a alors interjeté appel devant la cour d'appel administrative de Marseille. Cette dernière a jugé au contraire, que l'AFDAIM, n'étant pas gestionnaire d'une mission de service public, n'avait pas à communiquer les documents demandés. L'APREI s'est alors pourvue en cassation devant le Conseil d’État.

## Problème de droit
L'APREI considérait que l'AFDAIM exerçait une activité de service public. En cette qualité la loi l'obligeait à communiquer les documents demandés. A l'inverse, l'AFDAIM argumentait qu'elle était une personne privée qui n'exerçait en rien une mission de service public.
Le Conseil d’État devait donc vérifier si, l'AFDAIM exerçait ou non une mission de service public et ainsi définir si elle avait commis une faute en refusant la demande de l'APREI.

## Solution
Le Conseil d'Etat va considérer que l'AFDAIM n'exerce pas une mission de service public. Il explique qu'une telle mission peut être exercée par une personne privée dans le cadre d'une attribution légale ou bien d'une dévolution de la mission par une personne publique. Sur ce plan, elle reprend donc la jurisprudence antérieure Narcy qui avait dégagé trois critères pour définir une activité de service public exercée par une personne privée. L'activité devait en effet, répondre à un besoin d'intérêt général, être dévolue volontairement par une personne publique et s'accompagner du transfert de prérogatives de puissance publique au profit de la personne privée gestionnaire du service public. Toutefois, dans l'arrêt APREI, le Conseil d'Etat explique que "même en l'absence de telles prérogatives, une personne privée doit également être regardée, dans le silence de la loi, comme assurant une mission de service public lorsque, eu égard à l'intérêt général de son activité, aux conditions de sa création, de son organisation ou de son fonctionnement, aux obligations qui lui sont imposées ainsi qu'aux mesures prises pour vérifier que les objectifs qui lui sont assignés sont atteints, il apparaît que l'administration a entendu lui confier une telle mission". Ainsi, une personne privée peut exercer une mission de service public sans disposer de prérogatives de puissance publique. Le juge regardera une série d'indices quant à sa création, son fonctionnement, son mode de financement et son activité pour vérifier si la personne privée exerce bien une mission de service public.
En l'espèce, le Conseil d'Etat a considéré que l'AFDAIM n'exerçait pas une telle mission et que par conséquent, elle avait tout à fait le droit de ne pas communiquer les documents demandés par l'APREI.